# Indalmus ingratus
Indalmus ingratus es una especie de coleóptero de la familia Endomychidae.

## Distribución geográfica
Habita en República Democrática del Congo.